# Dembeni
Dembeni ou Dembéni é uma comuna francesa no departamento ultramarino de Mayotte. Estende-se por uma área de 38.8 km², e possui 15.848 habitantes, segundo o censo de 2018, com uma densidade de 410 hab/km².